# 李荣 (吴王)
李荣（?—?），《李晦墓志铭》作李知言，唐朝宗室，河间王李孝恭之孙，秋官尚書李晦（李崇晦）之子。
唐高宗永徽四年（653年）唐高宗与太尉长孙无忌逼令吴王李恪自杀。显庆五年（660年），追封李恪为郁林王，为其立庙，以李荣为郁林县侯以嗣。后为嗣吳王。武则天时，李荣官至尚柔奉御，为酷吏所杀。李恪之子李仁遇赦而还，因李荣获罪，得袭郁林县男，历任岳州别驾，进爵郡公。